# عبد الرحمن الحوطي
عبد الرحمن إبراهيم الحوطي (1938 -) وزير الأشغال العامة الكويتي السابق مُنذ 1985 حتى 1990.

## سيرته
ولد في العاصمة الكويتية مدينة الكويت عام 1938، وتلقى تعليمه في (المدرسة القبلية) ثم المدرسة المباركية وتخرج من ثانوية الشويخ، وبعد التحاقة بالجامعة حصل على بكالوريوس الهندسة الكهربائية بالولايات المتحدة الامريكية عام 1962، وبدا حياته موظفا في وزارة الكهرباء سنة واحدة، ثم انتقل الي وزارة الاعلام بناء علي طلب الوزير جابر العلي السالم الصباح آنذاك، والذي طلب مهندسي كهرباء لتنفيذ تجهيزات الإذاعة والتلفزيون، ومن ثم انتقل الي العمل الوزاري حيث أختير وزيرا للأشغال العامة في الحكومة الثانية عشر عام 1985 والثالثة عشر 1990، كما شغل منصب رئيس ⁧المجلس البلدي⁩ ورئيس البلدية، كما تولي منصب رئيس لجنة التعويضات، بالإضافة الي توليه منصب رئيس جمعية المهندسين.